# Плюти (Підкарпатське воєводство)
Плюти (пол. Pluty) — село в Польщі, у гміні Тушув-Народовий Мелецького повіту Підкарпатського воєводства.
Населення — 84 особи (2011).
У 1975-1998 роках село належало до Ряшівського воєводства.

## Демографія
Демографічна структура станом на 31 березня 2011 року:
|          | Загалом | Допрацездатний вік | Працездатний вік | Постпрацездатний вік |
| -------- | ------- | ------------------ | ---------------- | -------------------- |
| Чоловіки | 37      | 5                  | 25               | 7                    |
| Жінки    | 47      | 11                 | 24               | 12                   |
| Разом    | 84      | 16                 | 49               | 19                   |